# Liskî, Volodarsk-Volînskîi
Liskî (în ucraineană Ліски) este un sat în comuna Zubrînka din raionul Volodarsk-Volînskîi, regiunea Jîtomîr, Ucraina.

## Demografie
Componența lingvistică a localității Liskî
     Ucraineană (95,24%)
     Rusă (4,76%)
Conform recensământului din 2001, majoritatea populației localității Liskî era vorbitoare de ucraineană (95,24%), existând în minoritate și vorbitori de rusă (4,76%).